# Congresso di Ratisbona del 1459
Il Congresso di Ratisbona del 1459 fu un incontro tra maestri muratori delle maggiori cattedrali gotiche al tempo in costruzione in Europa che si svolse a Ratisbona, in Baviera. In tale incontro, come in quelli che seguirono, i maestri del Sacro Romano Impero si diedero delle regole per la loro arte . Parteciparono all'incontro diciannove maestri, compresi quelli responsabili delle  cattedrali di Ratisbona, Vienna (Lorenz Spenning), Basilea, Berna, Passavia, Salisburgo, Constanza, Weissenau, Landshut, Ingolstadt, Weißenberg, Esslingen, Amberg, Haßfurt, Ochsenfurt e Colonia. Jost Dotzinger, maestro della Cattedrale di Strasburgo, presenziò il congresso, anche al fine di controllare l'operato degli altri maestri .